# Coelotes maculatus
Coelotes maculatus är en spindelart som beskrevs av Zhang, Peng och Kim 1997. Coelotes maculatus ingår i släktet Coelotes och familjen mörkerspindlar. Inga underarter finns listade i Catalogue of Life.